# Municipio de Minnesota Lake
El municipio de Minnesota Lake (en inglés: Minnesota Lake Township) es un municipio ubicado en el condado de Faribault en el estado estadounidense de Minnesota. En el año 2010 tenía una población de 190 habitantes y una densidad poblacional de 2,16 personas por km².

## Geografía
El municipio de Minnesota Lake se encuentra ubicado en las coordenadas 43°48′15″N 93°49′59″O / 43.80417, -93.83306. Según la Oficina del Censo de los Estados Unidos, el municipio tiene una superficie total de 88.02 km², de la cual 81,33 km² corresponden a tierra firme y (7,6 %) 6,69 km² es agua.

## Demografía
Según el censo de 2010, había 190 personas residiendo en el municipio de Minnesota Lake. La densidad de población era de 2,16 hab./km². De los 190 habitantes, el municipio de Minnesota Lake estaba compuesto por el 98,95 % blancos, el 1,05 % eran de otras razas. Del total de la población el 1,05 % eran hispanos o latinos de cualquier raza.